# Хенох, Рем Германович
Рем Ге́рманович Хе́нох (29 августа 1926, Смоленск — 21 декабря 2004, Москва) — советский инженер-строитель. Прошел путь от прораба до руководителя строительства крупнейших в Европе электростанций. Заслужил ряд государственных наград и премий. Разработал и внедрил уникальные технологии рационального строительства крупных энергоблоков.

## Биография
Рем Германович Хенох родился 29 августа 1926 года в Смоленске. Отец Герман Львович Хенох после Института Красной Профессуры преподавал экономику. В 1938 году был репрессирован, а затем расстрелян, в 1956 году реабилитирован. Мать Рахиль Фишелевна Хенох (Рудашевская). До Великой Отечественной войны Р. Г. Хенох жил с матерью в Смоленске. В начале войны они эвакуировались в Иркутск.
После окончания Иркутской школы военных техников в 1944 Р. Г. Хенох был направлен в распоряжение Наркомата электростанций СССР, откуда получил направление в Минск, а затем по личной просьбе перевелся на восстановление Белорусской ГРЭС в городе Орша, где работал прорабом строительного цеха, начальником отдела капитального строительства, начальником строительного участка.
После пуска Белорусской ГРЭС Хенох попросился на восстановление Сталинградской ГРЭС, которая, оказавшись в полосе боевых действий, подверглась почти полному разрушению. Всего на территорию электростанции попало 900 снарядов, из них свыше 200 в её цеха и агрегаты. На восстановлении работали в три смены. По нескольку суток подряд Хенох не уходил домой. Спал по 3-4 часа, вместо нормальной еды — чай и папиросы и как результат — тяжёлое заболевание лёгких и 11 месяцев в больнице.
В 1951 году Сталинградская ГРЭС введена в строй. Хеноха перевели на Украину, где началось строительство четырёх новых электростанций. Без отрыва от производства он закончил Всесоюзный заочный инженерно-строительный институт. Работал начальником жилищного участка Славянской ГРЭС и начальником участка промышленного строительства Старобешевской ГРЭС.
В 1960 году Р. Г. Хеноха назначили главным инженером строительства Приднепровской ГРЭС в городе Днепропетровске. С Приднепровской ГРЭС начиналось сооружение типовых энергоблоков 300 МВт на сверхкритических параметрах. Инициатива разработки универсального проекта принадлежала Ф. В. Сапожникову. С вводом этих энергоблоков Приднепровская ГРЭС достигла мощности 2400 МВт и стала самой мощной и экономичной на то время тепловой электростанцией в СССР. После Приднепровской ГРЭС по этому проекту было построено тридцать электростанций мощностью более 50 млн кВт.
В 1968 году Р. Г. Хеноха включили в состав правительственной комиссии, которая на побережье Каховского водохранилища определила место для новой тепловой электростанции. В следующем году он назначен руководителем строительства этой ГРЭС. Начинает строиться город Энергодар, с учётом всех новейших достижений советского градостроительства и с максимальными удобствами для его жителей. Параллельно с городом сооружается Запорожская ГРЭС.
За время строительства Запорожской ГРЭС Хенох собрал сильный, профессиональный коллектив строителей и монтажников. Им разработаны уникальные технологии и методы строительства энергетических объектов. На этой базе Хенох с 1979 года начинает строительство Запорожской АЭС, которая после пуска шестого энергоблока стала крупнейшей атомной электростанцией Европы и третьей по расчетной мощности в мире.
Возведение нового города Энергодар дало мощный импульс экономическому развитию региона. Вместе с электростанциями в Энергодаре построили несколько предприятий, выпускающих комплектующие изделия для энергетики страны: завод нестандартного оборудования, комбинат железобетонных конструкций ТЭС и АЭС, два мощных домостроительных комбината. Развитую инфраструктуру города образовали детские сады и школы, дома быта и магазины, кинотеатры и стадионы. Были построены пансионаты на берегу Азовского и Чёрного морей. Рем Германович был учредителем Многопрофильного лицея Энергодара.
В 1994 году Р. Г. Хенох вынужден был покинуть Энергодар и переехал в Москву. Работал в Московской мэрии советником по строительству. Занялся собственным бизнесом — создал две строительные компании. Свой опыт руководителя направил на строительство удобного, комфортного и красивого жилья среднего класса.
Умер 21 декабря 2004 года в Москве.
Похоронен в Энергодаре Запорожской области на Украине.

## Работа
Почти 50 лет Р. Г. Хенох строил тепловые и атомные электростанции. Он организовал более десятка строительных и монтажных предприятий, участвовал в разработке нескольких проектов электростанций.
Р. Г. Хенох предложил идею моноблока типовой АЭС с реактором ВВЭР-1000, принял участие в разработке универсального проекта и реализовал его на строительстве шести блоков Запорожской АЭС. Это решение использовали в проектах Балаковской АЭС, Ростовской АЭС, Калининской АЭС, Хмельницкой АЭС, Ровенской АЭС, Южно-Украинской АЭС, АЭС Темелин в Чехословакии и АЭС Козлодуй в Болгарии. По этому проекту намечалось соорудить 200 энергоблоков .
Р. Г. Хенох в сотрудничестве с Ф. В. Сапожниковым разработал уникальные методы рационального строительства крупных энергоблоков. Созданный ими поточный метод строительства, известный как «скоростная технология», или «строительный конвейер», успешно применён при строительстве Запорожской ГРЭС и Запорожской АЭС. За 8 лет — в период с 1971 по 1978 годы на Запорожской ГРЭС введены 7 энергоблоков с общей мощностью 3,6 млн кВт. При строительстве Запорожской АЭС удалось организовать уникальный строительный поток и за 10 лет с 1980 по 1990 годы возвести 6 энергоблоков с общей мощностью 6 млн кВт. Реализовано более 60 авторских изобретений.
В 1996 году Р. Г. Хенох написал автобиографическую книгу «Стройка, которая была».

## Звания
- Заслуженный строитель СССР[источник не указан 1262 дня]
- Лауреат премии Совета Министров СССР
- Заслуженный работник Министерства энергетики СССР
- Заслуженный работник ЕЭС России
- Заслуженный работник НАЭК Энергоатом Украины

## Награды
- Медаль «За трудовую доблесть»
- Орден «Знак Почёта» 1962 год
- Орден Трудового Красного Знамени (1969)
- Орден Октябрьской Революции (1973)
- Орден Ленина (1978)
- Орден Ленина (1986)

## Статьи
- Руководители и участники строительства атомных электростанций
- Великие запорожцы. Славетні запоріжці (недоступная ссылка)
- Счастлив человек, построивший город
- Энергодар — город энергии
- [www.foto.lib.ru/g/gaew_j_a/aes.shtml Как в Энергодаре строили атомную электростанцию]
- Пятому энергоблоку ЗАЭС — 20 лет

## Памятник вЭнергодаре

Бюст у здания института им. Хеноха Р.Г.